# سهم بازار

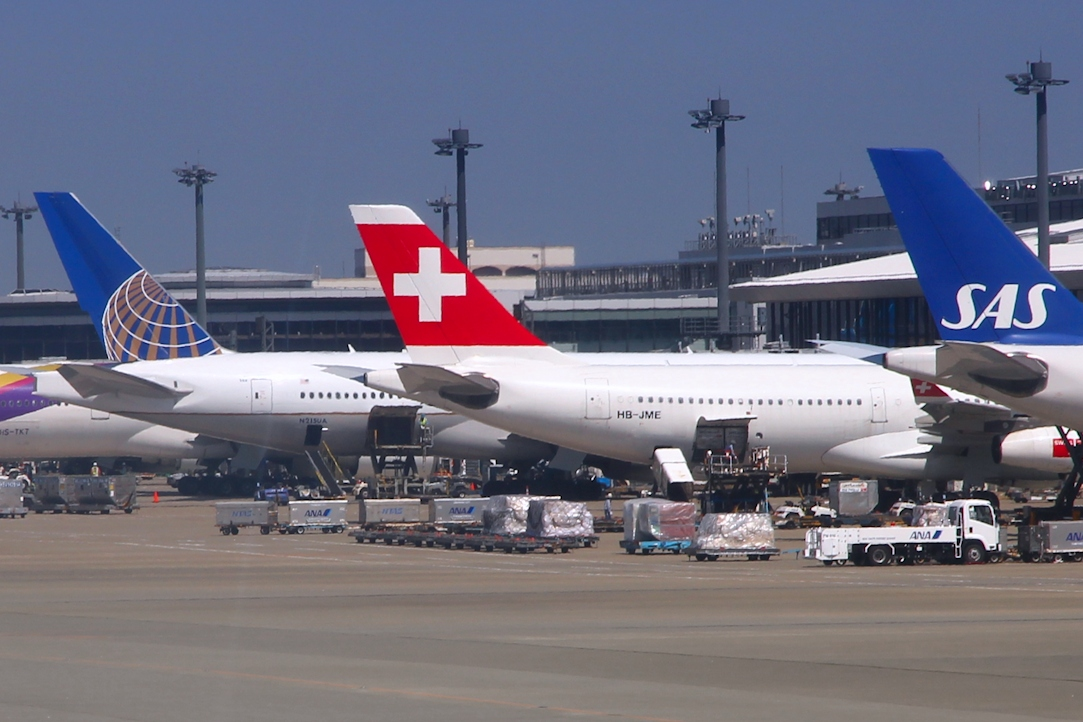
خطوط هوایی که برای سهم بازار از بازار پروازهای درآمدی اروپا-ژاپن رقابت می کنند: سوئیس و SAS

سهم بازار (به انگلیسی: Market share) درصدی از کل درآمد یا فروش  یک بازار است که یک شرکت در اختیار می‌گیرد. به عنوان مثال، اگر در یک صنعت معین، ۵۰۰۰۰ واحد در سال فروش داشته باشد، شرکتی که فروش آن ۵۰۰۰ واحد از کل واحدها را انجام داده است، ۱۰ درصد از سهم بازار را در اختیار دارد.
«بازاریاب‌ها باید بتوانند اهداف فروش را در سهم بازار ترجمه و ترکیب کنند، چرا که با توجه سهم بازار است که آن‌ها می‌توانند پیش‌بینی کنند چقدر باید در بازار رشد کنند و یا سهم رقبا را به‌دست آورند. دستیابی به مورد دوم، یعنی گرفتن سهم رقبا، تقریباً همیشه دشوارتر است. سهم بازار اغلب چشم‌انداز را تعیین می‌کند و اقدامات استراتژیک یا تاکتیکی را هدایت می‌کند.  علاوه بر این، سهم بازار یک معیار کلیدی در درک عملکرد نسبت به رشد بازار است. زیرا اندازه‌گیری رشد (یا کاهش) فروش، فقط ممکن است نتیجه رشد یا کاهش مشابه در کل صنعتِ مد نظر باشد.
افزایش سهم بازار یکی از مهمترین اهداف هر تجارت است. مزیت اصلی استفاده از سهم بازار به عنوان معیار عملکرد تجاری این است که کمتر به متغیرهای محیطی کلان، مانند وضعیت اقتصاد یا تغییر در سیاست مالیاتی، وابسته است. 
با این حال، در بازار ایالات متحده، افزایش سهم بازار ممکن است برای سازندگان محصولات قابل تعویض که به‌صورت بالقوه خطرساز هستند (مانند شرکت‌های دارو) خطرناک باشد. به‌همین دلیل یک دکترین قانونی در این کشور وجود دارد که با نام مسئولیت سهم بازار شناخته می‌شود.

## همچنین ببینید
- ارزش بازار
- قدرت بازار
- تجزیه و تحلیل سهم بازار